# Qaqarssukita-(Ce)
La qaqarssukita-(Ce) és un mineral de la classe dels carbonats. Rep el seu nom del lloc on va ser descoberta.

## Característiques
La qaqarssukita-(Ce) és un carbonat de fórmula química Ba(Ce,REE)(CO₃)₂F, que va ser aprovat per l'Associació Mineralògica Internacional l'any 2004. Cristal·litza en el sistema trigonal formant cristalls o agregats. Aquests cristalls poden ser de fins a 50µm, i els agregats assoleixen 2 mm d'ample. És un polimorf de la huanghoïta-(Ce). La seva duresa a l'escala de Mohs oscil·la entre 3 i 4.
Segons la classificació de Nickel-Strunz, la qaqarssukita-(Ce) pertany a «05.BD: Carbonats amb anions addicionals, sense H₂O, amb elements de terres rares (REE)» juntament amb els següents minerals: cordilita-(Ce), lukechangita-(Ce), zhonghuacerita-(Ce), kukharenkoïta-(Ce), kukharenkoïta-(La), cebaïta-(Ce), cebaïta-(Nd), arisita-(Ce), arisita-(La), bastnäsita-(Ce), bastnäsita-(La), bastnäsita-(Y), hidroxilbastnäsita-(Ce), hidroxilbastnäsita-(Nd), hidroxilbastnäsita-(La), parisita-(Ce), parisita-(Nd), röntgenita-(Ce), sinquisita-(Ce), sinquisita-(Nd), sinquisita-(Y), thorbastnäsita, bastnäsita-(Nd), horvathita-(Y), huanghoïta-(Ce).

## Formació i jaciments
Va ser descoberta a Qaqqaarsuk, a Maniitsoq (Qeqqata, Groenlàndia), a un filó de carbonatites de terres rares. També se n'ha trobat al llac Wicheeda (Colúmbia Britànica) i a Montviel (Quebec), tots dos indrets al Canadà. Sol trobar-se associada a altres minerals com: calcita, dolomita, estroncianita, flogopita i pirita.